# 4명은 각자 거짓말을 한다
《4명은 각자 거짓말을 한다》(일본어: 4人はそれぞれウソをつく)는 카시하라 마도카가 지은 일본의 만화다. 《별책 소년 매거진》(코단샤)에서 2020년 5월호부터 2023년 4월호까지 연재되었다. 약칭은 4우소(4ウソ). 텔레비전 애니메이션은 스튜디오 플래드에서 만들어 아사히 방송 등 TV 아사히 계열에서 2022년 10월 15일부터 12월 25일까지 방영했다.

## 줄거리
릿카, 치요, 세키네, 츠바사는 반에서 가장 친한 4인방. 그러나 사실 그녀들은 주위에는커녕 서로 말할 수 없는 비밀을 저마다 품고 있었다. 사실 릿카는 우주인이고 치요는 탈주 암살자, 그리고 세키네는 사람(여자만)의 마음을 읽을 수 있는 초능력자, 츠바사는 언니와 바꿔 여장을 하고 있는 남학생이었다.

## 등장인물

### 주인공 4인방
- 릿카 / 파피포포로 듀루릿카(일본어: リッカ / パピポポロ・デュルリッカ)[우주인](성우: 타나카 치에미)

기억을 지우는 장치(인형으로 포장)로 정체를 숨기고 있다.
- 치요(일본어: 千代)[탈주 암살자](성우: 무라카미 나츠미)

주변에서는 이 소녀를 세상 물정을 모르는 아가씨라고 생각한다.
- 세키네(일본어: 関根)[초능력자](성우: 토모리 나오)

릿카와 치요의 정체를 알고 있는 유일한 사람이다. 여자의 마음만 읽을 수 있다.
- 츠바사 / 츠요시(일본어: 翼/剛)[여장남자](성우: 한 메구미)

주인공 4인방 중 유일한 남자로, 원래는 남학교에 들어가려고 했으나 거기에 인기 연예인이 들어온다는 것을 안 쌍둥이 언니의 강요로 여학교에 다닌다.

### 주인공들의 가족
- 츠바사(일본어: つばさ)(성우: 세리자와 유우)

츠요시의 쌍둥이 언니다.
- 한조(일본어: 半蔵)(성우: 히로세 유야)

치요의 남동생이다.

### 그 밖
- 브라이언(영어: Brian)(성우: 우에다 요지)

시노하라 여학원의 영어 선생님이다.
- 마스크마(일본어: マスクマ)(성우: 카네다 토모코)

치요를 비롯해서 인기가 많은 마스코트이다.

## 서지 정보
- 카시하라 마도카 《4명은 각자 거짓말을 한다》 코단샤 〈KC 디럭스〉, 전 3권
  1. 2020년 12월 17일 발매[3][4], ISBN 978-4-06-522479-3
  2. 2022년 4월 7일 발매[5][6], ISBN 978-4-06-527535-1
  3. 2023년 5월 9일 발매[7], ISBN 978-4-06-529862-6

## TV 애니메이션
2022년 10월부터 12월까지 아사히 방송 TV·TV 아사히 계열 'ANiMAZiNG!!!' 등에서 방송되었다. 나레이션은 오오츠카 호츄.
2022년 4월 1일 이른바 만우절 기획으로 거짓 애니메이션화가 트위터 상에 투고되었고, 다음 날 진짜 TV 애니메이션화가 발표되었다.

### 스태프
- 원작 - 카시하라 마도카(橿原まどか)
- 감독 - 호시노 마코토(星野 真)
- 시리즈 구성 - 시미즈 메구미(清水 恵)
- 캐릭터 디자인 - 와타나베 루리코(渡辺るりこ)
- 프롭 디자인 - 오오카와 미호코(大川美穂子), 마츠모토 요시에(松本淑恵)
- 미술 설정 - 이와사 타다시(岩佐 禎)
- 3D 감독 - 이토 코타로(伊藤香太朗)
- 색채 설계 - 토자와 유키(戸澤有紀)
- 촬영 감독 - 테라모토 노리마사(寺本憲正)
- 음향 감독 - 하마노 타카토시(濱野高年)
- 음악 - 키쿠야 토모키(菊谷知樹)
- 프로듀서 - 타다 카나코(多田香奈子), 요시다 요시히로(吉田佳弘), 타무라 요스케(田村洋佑), 스즈키 메구미(鈴木めぐみ), 타카하시 아야(髙橋亜弥), 신충기(申忠基)
- 제작 프로듀서 - 이와모토 요시노부(岩本祥伯)
- 애니메이션 제작 - 스튜디오 플러드
- 애니메이션 제작협력 - 스튜디오 피에로
- 제작 - 제작위원회는 거짓말을 한다

### 주제가
이클립스(エクリプス)
NACHERRY에 의한 오프닝 테마. 작사는 오카다 마리아, 작곡은 토요타 히로유키, 야마모리 다이스케, 편곡은 야마모리 다이스케.
For 4 Forever
릿카(타나카 치에미), 치요(무라카미 나츠미), 세키네(사쿠라 아야네), 츠바사(한 메구미)에 의한 엔딩 테마. 작사·작곡·편곡은 Teje, Hayato Yamamoto.
슈퍼 히어로☆마스크마(すーぱーひーろー☆マスクマ)
마스크마(카네다 토모코)에 의한 삽입곡. 작사·작곡은 타시로 토모카즈(田代智一), 편곡은 사토 아츠시.

### 방영 목록
| 화수   | 제목                                     | 각본          | 그림 콘티                     | 연출            | 작화 감독                                                                           | 총작화 감독                                                                               | 방송일           |
| ------ | ---------------------------------------- | ------------- | ----------------------------- | --------------- | ----------------------------------------------------------------------------------- | ----------------------------------------------------------------------------------------- | ---------------- |
| 제1화  | 4人のヒミツ 4명의 비밀                   | 시미즈 메구미 | 호시노 마코토                 | 호시노 마코토   | 타우치 아야코 요시다 쇼타                                                           | 마츠모토 요시에 오오카와 미호코                                                           | 2022년 10월 16일 |
| 제2화  | 文化祭 문화제                            | 코시카 리에   | 코데라 카츠유키 호시노 마코토 | 사오토메 유사쿠 | 나카무라 노리코 우에노 쇼타 성원용 조아라                                           | 미즈타니 마미코                                                                           | 10월 23일        |
| 제3화  | サプライズ 서프라이즈                    | 사사노 메구무 | 호시노 마코토                 | 야노 타카노리   | 나가타 요시타카 이시하라 아야코                                                     | 마츠모토 요시에 오오카와 미호코                                                           | 10월 30일        |
| 제4화  | 星に願いを 별에 소원을                   | 시미즈 메구미 | 쿠보 히로시                   | 쿠보 히로시     | 코바야시 타카시 우에노 쇼타 사사키 토시코 성원용 조아라                             | 사사키 토시코                                                                             | 11월 6일         |
| 제5화  | 海 바다                                  | 사사노 메구무 | 아라이 쇼고 호시노 마코토     | 코바야시 코스케 | 오오쿠보 아유미 段冠嵩 토모다 미치코                                                | 오오카와 미호코 마츠모토 요시에                                                           | 11월 13일        |
| 제6화  | おとまり 친구네 집 놀러가기              | 코시카 리에   | 하츠미다 시요                 | 사오토메 유사쿠 | 나카무라 노리코 쿠도 코세이 우에노 야스히로 성원용 조아라                           | 미즈타니 마미코 사사키 토시코                                                             | 11월 20일        |
| 제7화  | 響け! 友達の歌声 울려라! 우정의 노랫소리 | 시미즈 메구미 | 호시노 마코토                 | 야노 타카노리   | 타우치 아야코 요시다 쇼타                                                           | 마츠모토 요시에 오오카와 미호코                                                           | 11월 27일        |
| 제8화  | 半蔵の挑戦 한조의 도전                   | 시미즈 메구미 | 오이카와 야스이치             | 사오토메 유사쿠 | 김종헌 신상태 민현숙 최경석 김기엽 김정우                                           | 미즈타니 마미코 사사키 토시코 나카무라 노리코                                             | 12월 4일         |
| 제9화  | フクチャンをさがせ! 후쿠를 찾아라!       | 코시카 리에   | 아라이 쇼고 호시노 마코토     | 코바야시 코스케 | 이시하라 아야코 나가타 요시타카 오오쿠보 아유미 토모다 미치코                       | 마츠모토 요시에 오오카와 미호코                                                           | 12월 11일        |
| 제10화 | 熱海 아타미                              | 사사노 메구무 | 하츠미다 시요                 | 사오토메 유사쿠 | 핫토리 마스미 쿠도 코세이 우에노 야스히로 조아라 민현숙 김기엽 김정우 김종헌 최경석 | 사사키 토시코 코바야시 타카시 나카무라 노리코 미즈타니 마미코 미우라 타카히로 우에노 쇼타 | 12월 18일        |
| 제11화 | さよなら大佐 안녕, 대령님                | 시미즈 메구미 | 호시노 마코토                 | 호시노 마코토   | 타우치 아야코 요시다 쇼타                                                           | 오오카와 미호코 마츠모토 요시에                                                           | 12월 25일        |